# Santuario Nacional de María Auxiliadora
El Santuario nacional de María auxiliadora, es un templo católico ubicado en el barrio histórico de Santa Julia (actualmente colonia Anáhuac), de la Alcaldía Miguel Hidalgo en la Ciudad de México. Su construcción demoró casi todo el siglo XX. Se caracteriza por ser uno de los mejores ejemplos de estilo neogótico de origen italiano en México.

## Historia
Tras la conquista de México, se fundó en la zona prehispánica conocida como Tlaxpana, la hacienda de la ascensión de cristo, la cual funcionó hasta finales del siglo XIX cuando su última dueña, Julia Gómez de Escalante y su socio Eduardo Zozaya decidieron en 1890 fraccionarla para crear una colonia, la cual fue finalmente fundada en 1902 y nombrada colonia de Santa Julia.
Los primeros Salesianos llegaron a México procedentes de Italia en 1892, amparados por la tolerancia religiosa del gobierno de Porfirio Díaz, que incluso había congelado la aplicación de las leyes de reforma. El sr. Zozaya y la sra. Julia Gómez les habían prometido la donación de un terreno junto a la que sería la alameda de la nueva colonia, para que erigieran un templo y colegio de artes y oficios.
Los salesianos recibieron el predio prometido en 1893 y el ingeniero Antonio Torres Torrija, director de obras públicas de la Ciudad de México, gestionó los permisos de copnstrucción y las obras de drenaje para el futuro colegio, el templo y la colonia santa Julia y recomendó al ingeniero José Hilario Elguero para dirigir la construcción del templo y el colegio. El arzobispo Próspero Alarcón y Sánchez aprobó y bendijo el proyecto, y la primera piedra del templo se colocó en 1897 de acuerdo al proyecto elaborado por el arquitecto Adrián Giombini, quien propuso un templo inspirado en la arquitectura románica. La repatriación de los Salesianos durante la guerra cristera detuvo las obras de la iglesia, la cual volvió a suspenderse en 1935, cuando el gobierno de Lázaro Cárdenas expropió las propiedades de la congregación salesiana, las cuales les serían devueltas hasta 1950. Los salesianos se trasladaron a la Capilla de Merced de las huertas durante esos 15 años y en 1952 reanudaron la construcción del templo, que estaba muy deteriorado. En 1958 los salesianos encomendaron al arquitecto Vicente Mendiola la terminación del templo, lo cual realizó respetando el estilo original del proyecto, utilizando técnicas y materiales modernos. En 1961 el escultor Ernesto Tamariz realizó la estatua de  María auxiliadora que remata la fachada del templo y los ángeles que custodian las escalinatas de acceso.
En 1990 con motivo del centenario de la llegada de los salesianos a México se acuerda terminar el templo en todos sus detalles, lo cual fue realizado en 1992 al colocar el revestimiento de las dos torres.